# Hosino Kacura
Hosino Kacura (星野 桂; Hepburn: Hoshino Katsura; Siga prefektúra, 1980. április 21. –) japán mangaíró és rajzoló. 2003 júliusában mutatkozott be első publikált mangasorozatával a Continue-val, de ismertté a D.Gray-man című mangája tette, amely 2004 májusában jelent meg a Shueisha Súkan Sónen Jump mangamagazinjában.
A D.Gray-mannek számos adaptációja jelent meg, köztük egy animesorozat és két regény. A manga három kötete 2008 ötven legjobban eladott mangája közé tartozott és a Súkan Sónen Jump egyik legsikeresebb sorozatává vált. Észak-Amerikában is figyelmet kapott a sorozat, mind a manga, mind az anime angol nyelvű kiadásának jogait megvásárolták. A sorozat Franciaországban is felkeltette a figyelmet: 2006-ban az Animeland által szervezett Anime and Manga 2007 French Grand Prix-n 2006 legjobb mangájának járó díjjal jutalmazták. A Webotaku is 2006 legjobb mangája díjjal jutalmazta.
Hosino munkásságát elismerően fogadták. Az egyik kritikus Joe Madureira, Kelley Jones, és Chris Bachalo művészetéhez hasonlította, míg egy másik „a szakma egyik legjobb művészmunkájának” nevezte. Szereplőtervei is számos pozitív kritikát kaptak a „különösen bájos”tól a „legmegragadóbb látványelemeket felhasználó” jelzőkig, s a kritikusok szerint a férfi és női közönség egyaránt élvezni fogja Hosino szereplőit. Erős kritikát kapott azonban az akciójelenetek rajzolásának hiányosságaiért. Az egyik kritikus szerint Hosino nem akar vagy nem tud rajzolni fizikai harcot.

## Élete
Hosino Kacura 1980. április 21-én született Siga prefektúrában, Japánban, a fiatalabbik ikertestvérként, a család három gyermeke közül a másodikként. Első mangáját huszonegy évesen rajzolta. 1998-ban Tokióba költözött, szerette volna, hogy édesanyja is mellette lehessen, azonban ő csak 2006-ban költözött a városba.

## Munkássága
Hosino Kacura első publikált műve a Zone című one-shotja volt, amely 2002 decemberében jelent meg az Akamaru Jumpban. Ezt követte első sorozata, a Continue, amelyet 2003 júliusában publikált a Súkan Sónen Jumpban. One-shotjait a D.Gray-man című sorozata követte, amely 2004 májusától jelent meg a Súkan Sónen Jumpban. A D.Gray-man meghozta Hosino számára a hírnevet, eddig több, mint 200 fejezete jelent meg Japánban és több mint tíz országban kezdték meg kiadását, köztük az Egyesült Államokban, Franciaországban és Németországban. A mangából animesorozat is készült Nabesima Oszamu rendezésében, amelyet 2006 októbere és 2008 szeptembere között vetítettek. Hosino műve alapján Kizaki Kaja írt három regényt D.Gray-man Reverse címen, a Konami pedig két videójátékot és egy gyűjtögetős kártyajátékot is piacra dobott. Egy rajongói album D.Gray-man Official Fanbook: Gray Ark címmel és egy művészeti album TV Animation D.Gray-man Official Visual Collection: Clown Art címmel jelent meg 2008-ban. Ezt követően egy képeskönyvet D.Gray-man Illustrations Noche címmel és egy szereplőalbum D.Gray-man Character Workbook CharaGray! címmel is kiadtak 2010-ben, illetve 2011-ben.
2013-ban első animés közreműködéseként Hosino tervezte meg a Sunrise Kakumeiki Valvrave című animesorozatának szereplőit.

### Megjelent művei
- Zone (2002)[4]
- Continue (コンティニュー; Kontinjú; Hepburn: Kontinyū?) (2003)[5]
- D.Gray-man (ディーグレイマン; Dí Gureiman; Hepburn: Dī Gureiman?) (2004–)[6]
- D.Gray-man Reverse 1: Clergyman's Departure (D.Gray-man reverse1 旅立ちの聖職者?) (2005)[14]
- D.Gray-man Reverse 2: The 49th Name (D.Gray-man reverse2 四十九番目の名前?) (2006)[15]
- D.Gray-man Official Fanbook: Gray Ark (D.Gray-man 公式ファンブック 灰色ノ聖櫃?) (2008)[20]
- D.Gray-man Illustrations Noche (D.Gray-man イラスト集｢Noche(ノーチェ)｣?) (2010)[22]
- D.Gray-man Reverse 3: Lost Fragment of Snow (D.Gray-man reverse3 ディー　グレイ　マン?) (2010)[16]
- D.Gray-man Character Workbook CharaGray! (D．Gray－manキャラクターランキングブック キャラグレ！?) (2011)[23]
- Kaiten!! (カイテン!!?) (2011)[25]

### Animés közreműködései
- Kakumeiki Valvrave (2013–) – szereplőtervező[24]

## Stílusa

Néhány képkocka a D.Gray-manből szemlélteti Hosino rajzstílusát

Hosino rajzmunkáját és szereplőterveit kimagaslóan dicsérték. Leroy Douresseaux, a Coolstreak Cartoons kritikusa Hosinót „csodálatos vizualistának” nevezte és hozzátette, hogy „erősen stílusos” művészete Joe Madureira, Kelley Jones és Chris Bachalo munkáira emlékezteti. Douresseaux a hátteret hátborzongatónak és lovecraftinek írta le és szerinte Hosino „gyakorlatilag minden oldalt a gótikus stílus és kísértő erőszak kellemes meglepetésévé teszi”. Úgy véli, hogy a szereplők képviselik a „legmegragadóbb látványelemeket” és megjegyezte, hogy a dizájnok és az akciójelenetek nagyon ötletgazdagok, érdemes rájuk vetni egy pillantást. Charles Tan a ComicsVillage.com kritikusa nem érzett ennyi pozitívumot, szerinte csak annyira van megrajzolva, hogy különbséget tegyen az ember a szereplők között a villongó, átlagos sónen témájú jelenetek alatt. Ben Leary a Mania.comtól még kevesebb pozitívumot érzett az akciójelenetek iránt, mint Charles Tan. Leary úgy véli, Hosino egyszerűen nem tud vagy nem akar rajzolni fizikai harcot és helyette inkább energiarobbanásokat, örvénylő szeleket és becsapódó lövedékeket használ. Casey Brienza az Anime News Networktől hozzáfűzte, hogy a harcok a D.Gray-man tizenkettedik kötetében gyakorlatilag értelmetlenek maradnak és nehéz kihámozni, hogy „ki kivel mit csinál és mikor”. Minden, ami kideríthető Hosino „titkosírásából”, hogy a szereplők harcolnak. Brienza azonban a munka jelentős részét pozitívan értékelte, olyannyira, hogy a „szakma egyik legjobb művészmunkájának” nevezte. Hosino rajzstílusát így írta le: „esztétikus, de már dinamikus, pompásan szép, de már szuper-erőszakos”. Hozzátette, hogy ez a stílus tette híressé azokat a női mangaművészeket, akik a dódzsinsi szubkultúrát képviselték a 80-as évek végén, 90-es évek elején, mint a Clamp vagy Kóga Jun. Brienza dicsérte Hosino szereplőteveit is és leszögezte, hogy „különösen bájosak és hangsúlyosak, hogy mindkét nem rajongóit kielégítsék”.

## Fordítás
- Ez a szócikk részben vagy egészben  a   Katsura Hoshino című angol Wikipédia-szócikk ezen változatának fordításán alapul.  Az eredeti cikk szerkesztőit annak laptörténete sorolja fel. Ez a jelzés csupán a megfogalmazás eredetét és a szerzői jogokat jelzi, nem szolgál a cikkben szereplő információk forrásmegjelöléseként.